# Furbogh
Furbogh (iriska: Na Forbacha) är en ort i republiken Irland.   Den ligger i grevskapet County Galway och provinsen Connacht, i den centrala delen av landet, 200 km väster om huvudstaden Dublin. Furbogh ligger 8 meter över havet och antalet invånare är 308.
Terrängen runt Furbogh är platt. Havet är nära Furbogh söderut.  Närmaste större samhälle är Galway, 11,3 km öster om Furbogh. 